# Tony Dees
Tony Dees, född 6 augusti 1963 i Pascagoula i Mississippi, är en amerikansk före detta friidrottare som tävlade i häcklöpning.
Dees genombrott kom när han blev silvermedaljör vid Olympiska sommarspelen 1992 på 110 meter häck. Tiden 13,24 var tre tjugofemtedelar bakom segraren Mark McKoy.
1993 blev han trea vid inomhus-VM på 60 meter häck. Utomhus var han i final vid VM i Stuttgart där han slutade åtta med tiden 14,13. Han blev även bronsmedaljör vid inomhus-VM 1997 och hans sista stora mästerskap var VM 1999 i Sevilla där han slutade fyra på tiden 13,22.
Hans karriär tog slut 2001 då han stängdes av på livstid för dopningsbrott.

## Personliga rekord
- 60 meter häck - 7,37
- 110 meter häck - 13,05